# 松沢清次郎

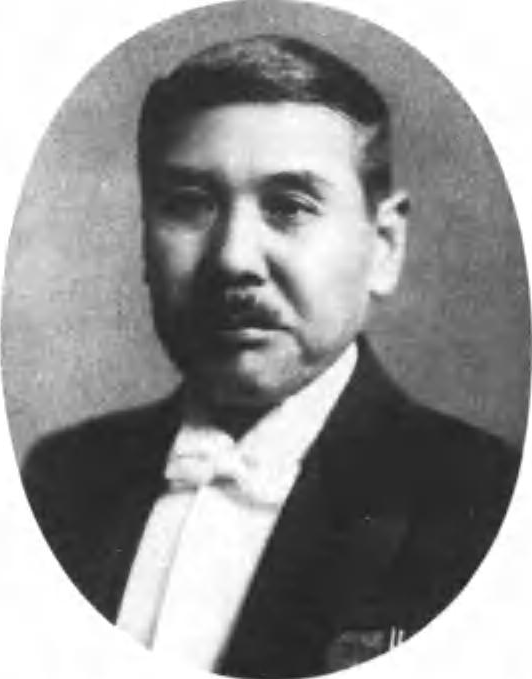
松沢清次郎

松沢 清次郎（まつざわ せいじろう、1879年（明治12年）2月13日 - 1937年（昭和12年）7月3日）は、愛知県出身の貴族院議員。

## 人物
父親は明治から大正期の相場師として知られた松沢與七。1924年（大正13年）から西春日井郡山田村長を、また、1933年（昭和8年）8月から1937年（昭和12年）7月まで貴族院議員を務めた。貴族院では、院内会派である研究会に属した。その他、西春日井郡町村長会長、愛知県町村長会長、愛知県農会長、大日本蚕糸会評議員などの要職、中村電気軌道・名岐自動車の取締役なども歴任した。
1926年、紺綬褒章を受章。